# Liste der Nummer-eins-Hits in Kanada (1984)
Diese Liste enthält alle Nummer-eins-Hits in Kanada im Jahr 1984. Es gab in diesem Jahr 26 Nummer-eins-Singles.
| Singles | Alben |
| --- | ----- |
| - Paul McCartney and Michael Jackson – Say Say Say - 4 Wochen (17. Dezember 1983 – 13. Januar 1984) - Peter Schilling – Major Tom - 1 Woche (14. Januar – 20. Januar) - Culture Club – Karma Chameleon - 3 Wochen (21. Januar – 10. Februar) - The Romantics – Talking in Your Sleep - 1 Woche (11. Februar – 17. Februar) - UB40 – Red Red Wine - 2 Wochen (18. Februar – 2. März) - Nena – 99 Red Balloons - 2 Wochen (3. März – 16. März) - Van Halen – Jump - 2 Wochen (17. März – 30. März) - Cyndi Lauper – Girls Just Want to Have Fun - 2 Wochen (31. März – 13. April) - Kenny Loggins – Footloose - 1 Woche (14. April – 20. April) - Phil Collins – Against All Odds (Take a Look at Me Now) - 4 Wochen (21. April – 18. Mai) - Julio Iglesias & Willie Nelson – To All the Girls I've Loved Before - 2 Wochen (19. Mai – 1. Juni) - Lionel Richie – Hello - 1 Woche (2. Juni – 8. Juni) - Cyndi Lauper – Time After Time - 3 Wochen (9. Juni – 29. Juni) - Deniece Williams – Let’s Hear It for the Boy - 1 Woche (30. Juni – 6. Juli) - Steve Perry – Oh Sherrie - 2 Wochen (7. Juli – 20. Juli) - Laura Branigan – Self Control - 1 Woche (21. Juli – 27. Juli) - Night Ranger – Sister Christian - 1 Woche (28. Juli – 3. August) - Prince – When Doves Cry - 3 Wochen (4. August – 24. August) - Ray Parker Jr. – Ghostbusters - 2 Wochen (25. August – 7. September) - Tina Turner – What’s Love Got to Do with It - 3 Wochen (8. September – 28. September) - John Waite – Missing You - 2 Wochen (29. September – 12. Oktober) - Scandal – The Warrior - 1 Woche (13. Oktober – 19. Oktober) - Stevie Wonder – I Just Called to Say I Love You - 3 Wochen (20. Oktober – 9. November) - Wham! – Wake Me Up Before You Go-Go - 4 Wochen (10. November – 7. Dezember) - Billy Ocean – Caribbean Queen - 2 Wochen (8. Dezember – 21. Dezember) - The Honeydrippers – Sea of Love - 2 Wochen (22. Dezember 1984 – 4. Januar 1985) |       |